# フェデリコ・グラビーナ

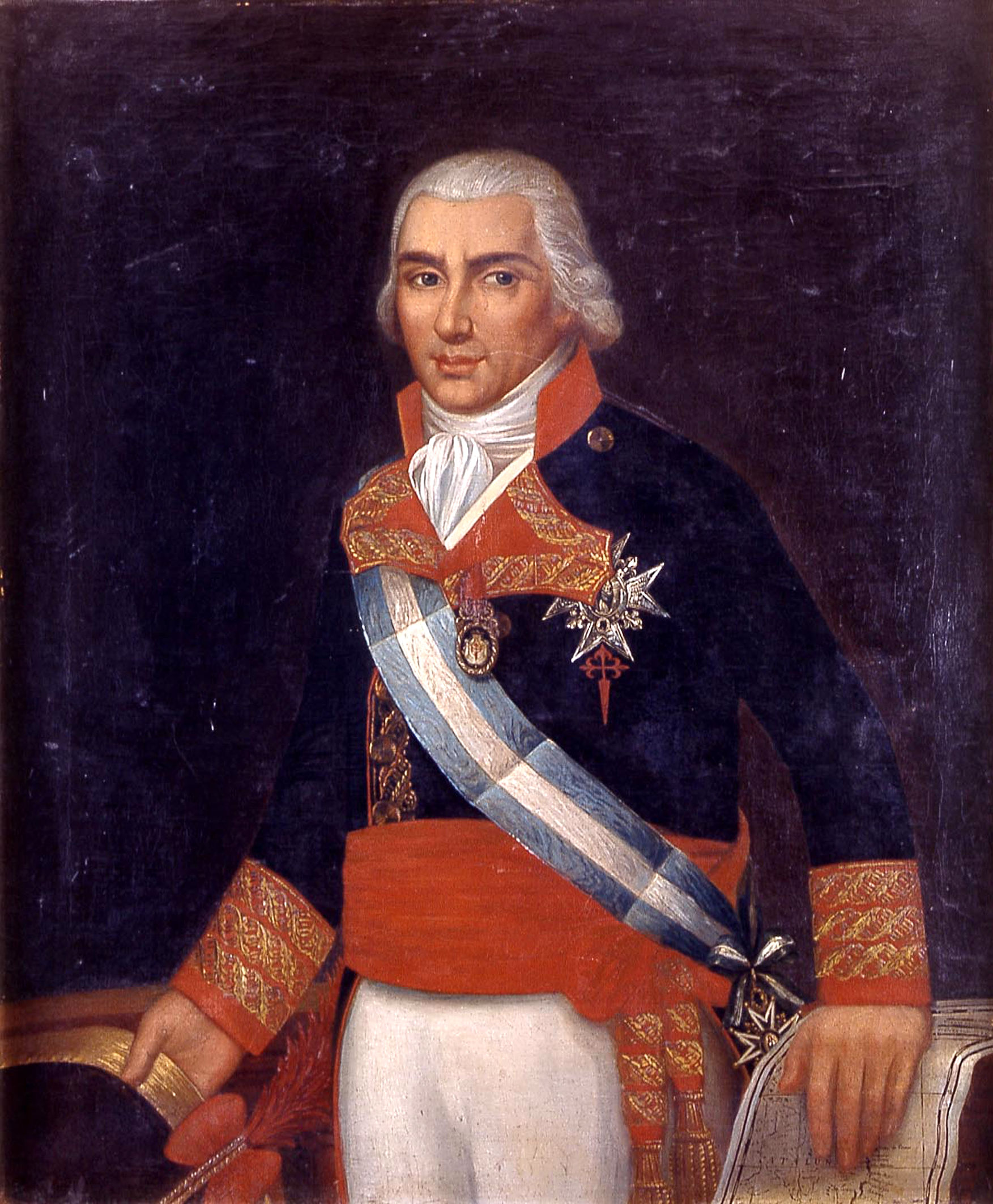
フェデリコ・カルロス・グラビーナ・イ・ナポリ

ドン・フェデリコ・カルロス・グラビーナ・イ・ナポリ（Don Federico Carlos Gravina y Nápoli、1756年8月12日 - 1806年3月9日）は、アメリカ独立戦争期からナポレオン戦争期にかけての時代のスペインの提督。トラファルガーの海戦に参加し、そこで受けた傷が元で死亡した。

## 経歴
ドン・フアン・グラビーナ・イ・モンカーダとドンナ・レオノール・ナポリ・イ・モンテアポルトの息子として、シチリア島のパレルモで生まれた。フェデリコの家系はもともとシチリアに続く家系であった。ナポリ＝シチリア王国の駐スペイン大使であったおじの助力により、フェデリコは12歳の時に士官候補生としてスペイン海軍に入った。彼はまずフリゲート「サンタ・クララ」（Santa Clara）の候補生として、ブラジル（当時ポルトガル領）で勤務した。この航海において、サンタカタリーナ付近の辺鄙な小島にあったアセンシオン砦の降伏を受け入れる際に、彼は最初の指揮権行使の機会を得た。1777年には、ラプラタ川でボート事故に遭ったが、大部分の乗組員が水死した中、生き延びることが出来た。1778年にスペインに戻り、アルジェリア海賊を取り締まる船の士官として勤務した。その後、最初の指揮艦であるジーベック「サン・ルイス」（San Luis）を得て、1779年から1782年にかけてジブラルタル包囲戦に参加した。
海尉艦長に昇進すると、グラビーナは当時イギリスの支配下にあったメノルカ島に遠征し、サン・フェリペ要塞への攻撃で名を上げた。その後、他の功績も加わって、グラビーナは艦長に昇進した。1785年にはアルジェリア海賊を討伐する戦隊を指揮した。1788年に、帰任するフスフ・エフェンディ大使を乗せてコンスタンティノープルを訪れた（彼はその旅においてさまざまな天文観察を行い、発表している）。スペイン王カルロス3世崩御に当たっては、グラビーナはフリゲート「パス」（Paz）を指揮してそのニュースを植民地にもたらした。その際彼は、カディスから中央アメリカのスペイン領までの最速記録を達成した。
1790年にグラビーナは戦列艦「パウラ」（Paula）の指揮権を与えられ、オランからの避難に関わった。同年、グラビーナは初めて艦隊指揮の才能を示す機会を得た。ヌートカ危機においては、グラビーナは過去200年でもっとも大規模なスペイン艦隊を組織した。しかしその危機は結局、外交手段で解決された。
1793年、グラビーナはイギリスのサミュエル・フッド提督の指揮下にあるスペイン艦隊の次将として、トゥーロン攻囲戦に参加した。イギリスと同盟関係にあったこの期間、彼はイギリス海軍の規律と戦術を研究するためにポーツマスを訪問した。スペインへの帰還に際して、グラビーナは4隻の戦隊を指揮するよう命じられ、活発に革命フランスとの戦いを繰り広げている地中海で勤務した。旗艦は「エルメネヒルド」（Hermenegildo）（112門）であった。
1796年、スペインはフランスとサン・イルデフォンソ条約に調印して講和し、イギリスと敵対するに至った。グラビーナは、ドン・ホセ・デ・マサレドの戦隊で戦った。1801年には西インド諸島のサント・ドミンゴに派遣され、フランスのシャルル・ルクレール将軍のハイチ侵攻を支援するスペイン艦隊を指揮した。
グラビーナは1804年、駐フランス大使に任命された。彼は、戦争が起きたらただちに軍務に復帰するという条件でこの任務を受諾した。
パリにいる間、グラビーナはナポレオン1世の戴冠式に立会い、また、フランスの海軍大臣デニス・デクレと良好な関係を築いた。グラビーナは、スペイン海軍をナポレオンの支配下に置くフランスとの協定の交渉において、主要な役割を果たした。スペイン王カルロス4世は、グラビーナをその功績によりスペイン艦隊の司令長官に任命した。グラビーナはカディスに戻り、1805年2月に軍艦「アルゴナウタ」（80門）にその将旗を揚げた。

## トラファルガー
ナポレオンはイギリス侵略を企図し、ゴドイの政府に命令を発した。グラビーナはフランスのヴィルヌーヴ提督の指揮下に置かれた。その任務はイギリス艦隊をおびき出すためにカリブ海に進出することで、それによって、ナポレオンがブローニュ＝シュル＝メール付近に待機させた18万人の軍隊にイギリス海峡を渡らせることが目的だった。しかしその偽装は、望んだ効果を得られなかった。ヨーロッパへの帰還の際にフランス・スペイン連合艦隊はロバート・カルダー提督のイギリス艦隊に迎撃され（フィニステレ岬の海戦）、スペイン艦隊は「フィルメ」と「サン・ラファエル」を失った。海戦後、艦隊はヴィルヌーヴの命令で、ナポレオンの計画に反してカディスに退避した。待機していたフランス軍は船に乗り込むことなく、ヨーロッパの内陸に移動し、その多くはアウステルリッツの戦いに参加した。
カディスにおける同盟両国の関係は良いものではなかった。グラビーナと他のスペインの指揮官は、すぐに出帆することを望んでいたフランス側に対し、状況が好転するまで待つよう主張し、激しい議論を戦わせた。グラビーナは人員不足の艦内の黄熱病の流行を懸念しており、また、フィニステレ岬の海戦においてフランス艦隊から十分な支援が得られなかったことにも遺恨を持っていた。結局、艦隊は1805年10月20日にカディスを出帆した。それはトラファルガーの海戦の前日のことだった。
海戦で、グラビーナの旗艦「プリンシペ・デ・アストゥリアス」は同時に3隻のイギリス艦に攻撃された。メンマストとミズンマストは撃ち倒され、索具や帆はずたずたになった。午後3時半頃、グラビーナはぶどう弾によって左腕を粉砕された。敗北が迫っていることを察知したグラビーナは、旗艦のまわりになんとか10隻の艦を集め、カディスまで牽引させて戦場を離脱した。
この結果にもかかわらず、グラビーナは最高の位である海軍元帥（Capitán-General de la Armada）に昇進した。しかし彼の傷は完全に癒えることなく、1806年3月9日、49歳の生涯を閉じた。死の床でグラビーナは言った。
「私はまもなく死ぬ、しかし幸せだ。ネルソン―世界が生んだ最高の英雄に会うことができる、私はそう願い、そう信じている。」
グラビーナの死に対して、「ジブラルタル・クロニクル」紙は次のような賛辞を送った。
「グラビーナの死によってスペインは最も優秀な海軍士官を失った。悲運なときもあったが、彼が指揮するとき、かの艦隊は常に、彼らが輩出した征服者たちへの賛辞を受けるに値する戦いぶりを示した。」
ナポレオンは1805年8月11日の手紙に次のように書いた。
「グラビーナは、戦場での決断について天才的なものを持っている。もしヴィルヌーヴにそれがあれば、フィニステレの戦いには完勝していただろう。」
グラビーナは、カディス、サン・フェルナンドのマリノス・イルストゥレス大聖堂（Panteon de Marinos Ilustres）に埋葬された。

## 注記
1. ↑  オランは当時スペインが占領していたアルジェリア地中海岸の町。1790年10月、大きな地震があった。
2. ↑  北アメリカ、バンクーバー島のヌートカ入り江における通商の確保と拿捕船の賠償などをめぐって、イギリスとスペインが戦争直前まで至った紛争